# Alfred F. Majewicz
Alfred Franciszek Majewicz (ur. 14 stycznia 1949 w Stęszewie) – polski językoznawca i filolog. Do jego zainteresowań naukowych należą: językoznawstwo typologiczne, ogólne i orientalne, etnografia ludów pierwotnych, antropologia kulturowa. Profesor UAM i UMK, visiting professor kilku uniwersytetów zagranicznych (Japonia, Niemcy), poliglota znający 10 języków biegle i 40 biernie. Autor publikacji  Języki świata i ich klasyfikowanie.

## Życiorys
Autor ponad 300 publikacji naukowych, w tym ponad 70 książek dotyczących przede wszystkim ludów i języków Dalekiego Wschodu (Japonia, Chiny, Tajlandia, Papua-Nowa Gwinea) i Syberii, a w szczególności Ajnów, Oroków, Niwchów, Udegejów, Japończyków oraz mniejszości etnicznych Azji Południowo-Wschodniej.
Inicjator, wydawca i współwydawca kilku czasopism naukowych o zasięgu światowym, inicjator i współinicjator kilku dużych międzynarodowych projektów badawczych (w tym ICRAP, rekonstruującego spuściznę naukową Bronisława Piłsudskiego), twórca i współtwórca kilku instytucji i organizacji naukowych (m.in. Katedry Orientalistyki UAM, International Institute of Ethnolinguistic and Oriental Studies – instytut naukowy, wydawnictwo, biblioteka i archiwa, Pracowni Języka i Kultury Japońskiej UMK), inicjator i uczestnik licznych ekspedycji na badania terenowe do ponad 20 krajów. 
Tytuł profesora nauk humanistycznych otrzymał w 1993 r. Był profesorem zwyczajnym w Katedrze Orientalistyki Wydziału Neofilologii UAM i w Zakładzie Japonistyki Wydziału Filologicznego UMK w Toruniu.
Członek kilkunastu towarzystw naukowych, organizator kilku dużych konferencji międzynarodowych, współwydawca lokalnej gazety.
Mieszka w Stęszewie, gdzie znajduje się jego rodzinny dom, w którym zgromadzono olbrzymi zbiór arcydzieł orientalistycznych.